# … denn das Weib ist schwach
… denn das Weib ist schwach ist ein deutscher Spielfilm aus dem Jahre 1961 mit Sonja Ziemann.

## Handlung
Der sich gern smart gebende, Jaguar fahrende, Frauen und ein Luxusleben liebende Rechtsanwalt Jolly Gebhardt ist es lange Zeit gewohnt gewesen, ein Leben auf der Überholspur zu führen. Doch um seinen aufwendigen Lebensstil aufrechtzuerhalten, hat er eine beträchtliche Geldsumme eines Mandanten unterschlagen, der derzeit im Gefängnis einsitzt. Nun wird ebendieser Verbrecher Kovacz wieder in die Freiheit entlassen, und mit diesem bulligen, brutalen Typ ist nicht zu spaßen. Schon haben sich dessen Lakaien unter Vigulla an die Fersen Jollys geheftet, um entweder das Geld aus ihm herauszupressen, ihn windelweich zu prügeln oder am besten beides gleichzeitig. Vorübergehend kann Jolly den Kovacz-Typen mit seinem Sportwagen entkommen, doch er weiß, dass er unbedingt an Geld kommen muss, um nicht demnächst tot im Rinnstein zu liegen.
Seine Rettung könnte Hanna Schäferkamp sein. Er hat den Auftrag bekommen, diese Frau mittleren Alters ausfindig zu machen, da ein in Kanada verstorbener Onkel ihr ein Millionenerbe vermacht hatte. Jolly kommt eine Idee und hält die Information von der Erbschaft vorerst noch zurück. Er sucht die Nähe dieser Frau, Typ „graue Maus“. Hanna ist eine kleine Firmenangestellte, geschieden, allein erziehend mit einer Tochter namens Gaby. Gebhardt heftet sich an Hannas Fersen, versucht, alles über sie herauszubekommen, verfolgt sie sogar nächstens im Schritttempo mit seinem Jaguar bis vor die Haustür. Unter einem Vorwand begibt er sich an ihren Arbeitsplatz, um mit ihr in Tuchfühlung zu gehen, und wendet seinen gesamten herben Männercharme an. Hanna, die überhaupt nichts von ihrer Millionenerbschaft weiß, ist ebenso irritiert wie desinteressiert und weist den plötzlich aufgetauchten Verehrer anfänglich ab.
Gebhardts Geliebte Lissy ist mehr als verwundert über Jollys Anstrengungen, diese Frau näher kennenzulernen, entspricht sie doch eigentlich so gar nicht seinem Typ. Lissy macht ihm daraufhin eine Eifersuchtsszene. Erst als Gebhardt ihr die wahren Gründe erklärt, nämlich dass hinter dieser Hanna demnächst ein Berg voll Geld stecke und er versuchen wolle, sie zu heiraten, um finanziell aus dem Schneider zu sein, lässt Lissy Gebhardt weiterflirten. Mit ihrer Hilfe gelingt es ihm schließlich, allmählich das Vertrauen Hannas zu gewinnen. Hanna und Jolly verlieben sich ineinander und gehen miteinander ins Bett. Nur Gaby erkennt Gebhardts wahren Charakter und bleibt ihm gegenüber distanziert bis misstrauisch. Gebhardt glaubt sich bereits am Ziel, als Kovacz und Vigulla ihn eingekreist haben. Nun bleibt ihm nur noch die Flucht. Verfolgt von den Ganoven und der Polizei, kommt er einer Verfolgungsjagd mit anschließendem Kampf mit den Verbrechern ums Leben.

## Produktionsnotizen
… denn das Weib ist schwach wurde am 17. August 1961 in Hannover uraufgeführt.

## Kritik
In Filme 1959/61 ist folgendes zu lesen: „Kinodrama auf Illustriertenebene, entsprechend pseudodramatisch gefärbt.“
Im Lexikon des Internationalen Films heißt es: „Rührseliges Melodram.“
„Typisches Kriminalmelodram der Zeit, nach einem Illustriertenroman, moralistisch angehaucht und mit einem reißerisch heuchlerischen, der Bibel entnommenen Titel.“